# أنطونيو ماكي
أنطونيو ماكي (بالإنجليزية: Antonio McKee)‏ هو فنان قتال مختلط أمريكي، ولد في 12 مارس 1970 في لاس فيغاس في الولايات المتحدة.

## وصلات خارجية
- أنطونيو ماكي على موقع يو إف سي (الإنجليزية)
- أنطونيو ماكي على موقع بيلاتور (الإنجليزية)
- أنطونيو ماكي على موقع شيردوغ (الإنجليزية)
- أنطونيو ماكي على موقع IMDb (الإنجليزية)